# عناية واجبة بالإدارة
العناية الواجبة بالإدارة هي عملية تقييم الإدارة العليا في شركة ما- بتقييم فعالية كل فرد في المساهمة في الأهداف الاستراتيجية للمنظمة.
تقييم إدارة الشركة أمر حاسم عند عقد الصفقات التجارية. يمكنه أن يشكل الفارق بين النجاح طويل الأمد أو الفشل السريع. وهو يساعد المنظمة أيضًا على فهم كيفية أداء الفرق لأدوارها في سياق الخطة المستقبلية للشركة. يساعد هذا في توضيح بنية القوى العاملة في الشركة. يمكن تعريف العناية الواجبة بالإدارة بأنها أداة تعطي معلومات لأصحاب المصلحة، ويمكن أن تسمى «تقييم الإدارة» إذ أنها تدرس ديناميكية الفريق وتسلط ضوءًا على المخاطر.

## تقييم الإدارة
يركز تقييم الإدارة عادةً على تقييم المهارات القيادية ومميزات وصفات مديري المنظمة – كالقدرة على التأقلم مع البيئة المتغيرة، والتواصل الفعال مع الأفراد. هذه المزايا أمور مهمة يجب توفرها عند القادة الناجحين.
يجب على القائد أن يأخذ كل العوامل المتعلقة بالقرار الاستراتيجي بعين الاعتبار، كالآثار المحتملة على الموظفين والعملاء. يساعد إشراك الموظفين والعملاء في عملية صنع القرار على بناء علاقات أفضل.

## الصفقات التي تتطلب تطبيق العناية الواجبة بالإدارة
تطبق الشركات عادةً عملية العناية الواجبة عندما تكون على وشك الدخول في صفقة كبرى مع شركة أخرى – كما هو الحال عند شراء المنتجات أو الخدمات، أو الاستحواذ على (أو شراء أو الاندماج مع) تلك الشركة الأخرى. تتطلب بعض الصفقات تقرير عناية واجبة يتضمن الإدارات. من بين الصفقات التي قد تتطلب تقييمات إدارية:

### عمليات الاندماج والاستحواذ والتحالفات الاستراتيجية
على الشركات التي تفكر بالاندماج أو الاستحواذ أو التحالف أن تجري عملية عناية واجبة. يجب على هذه العناية الواجبة أن تدرس الفريق الإداري للطرف الآخر. تفشل العديد من عمليات الاندماج أو الاستحواذ بسبب مشاكل تتعلق بالموارد البشرية أو الإدارة، كالتصادمات الثقافية. تحدث هذه الأمور بسبب اختلاف القيم الثقافية أو الاعتقادات الفردية. لتفادي هكذا حوادث، وتخفيض التكاليف على المدى الطويل، يجب تقييم فرق الإدارة عن كثب.

### الشراكات
قبل توقيع منظمتين لعقد شراكة، على كل منهما البحث في أمور وارتباطات المنظمة الأخرى، وبناها التنظيمية، وتصرفاتها. تحقق عملية العناية الواجبة بالإدارة هذا الأمر.

### المشاريع المشتركة والتعاونية
عند تكوين علاقة مع منظمات أخرى، تساعد العناية الواجبة بالإدارة المنظمة على تقديم بنية الإدارة وسلوك الأفراد.

### مسؤولية العناية الواجبة بالإدارة
ليس المشترون وحدهم من يقوم بالعناية الواجبة للإدارة، بل يؤدي هذه العملية كذلك المقدمون على بيع المنظمة. تتطلب عملية بيع منظمة أو تبني أي استراتيجيات للنمو الخارجي عادةً تشارك الضمانات. تتطلب هذه الضمانات معلومات خصوصية من المنظمة؛ يحتمل أن تشمل معلومات ونشاطات يجب أن تكون محجوبة عن رؤية أطراف خارجية. في هذه الحالة، يجب أن يقوم الطرف البائع بعملية العناية الواجبة لضمان أمن المعلومات.

## نقاط مهمة
تحتاج العناية الواجبة بالإدارة:
- أهدافًا واضحة محددة: وضع التوقعات الخاصة بأساليب الإدارة ومواصفات الأفراد.
- التزامًا: تحديد مدى قدرة الموارد الإدارية على إنجاح الشركة.
- تقييمًا لنقاط القوة: التعرف على نقاط قوة الأعضاء الأفراد لاستخدامهم بشكل فعال.[8]

يعد فريق الإدارة قيمة مهمة لأي منظمة يكون فيها.

## القيود والعوائق
لضمان البيانات الموثوقة، على كل من المستثمر والأفراد الخاضعين للتقييم الاشتراك في عملية النقد (التغذية الراجعة). يمكن أن يكون هذا مكلفًا ماديًّا وزمنيًّا لكلا الطرفين. بما أن العناية الواجبة يمكن أن تصبح أشبه بلعبة تحقيقات؛ فعلى المنظمات إيجاد أفراد يمكنهم التعرف على المشاكل والفرص الصغيرة. تحضر المنظمات أحيانًا خبراء خارجيين.
يمكن التخفيف من كلفة عملية العناية الواجبة، والزمن الذي تحتاجه، عن طريق تقسيمها إلى مرحلتين. يمكن أن يكون المديرون التنفيذيون مهتمين بصفقة إلى درجة أن يتجاهلوا المخاطر المحددة ويمضوا قدمًا؛ فيعانوا بالتالي لاحقًا من مشاكل إدارية. يمكن أن يشمل جمع المعلومات إجراء مقابلات مع فريق الإدارة، ولكن قد يعتبر الفريق هذا هدرًا للوقت والمال. قد لا يكون مجال المنظمة مألوفًا للأشخاص الذين يجرون الدراسة والتحليل، ما قد يؤدي إلى استنتاجات خاطئة.